# Brasilianische Unabhängigkeitsbewegung
Die brasilianische Unabhängigkeitsbewegung führte in den ersten Jahrzehnten des 19. Jahrhunderts zur Loslösung Brasiliens von der portugiesischen Kolonialmacht und zur endgültigen Unabhängigkeit am 7. September 1822. (S. zu Landesgrenzen und Bevölkerung: Bevölkerung der iberischen Kolonien in Südamerika am Ende der Kolonialzeit.)
Diese wird am 7. September gefeiert, dem Jahrestag des Datums, an dem 1822 Prinzregent Dom Pedro die Unabhängigkeit Brasiliens vom ehemaligen Vereinigten Königreich von Portugal, Brasilien und Algarve erklärte. Die formale Anerkennung erfolgte drei Jahre später mit einem Vertrag, der Ende 1825 sowohl vom neuen Kaiserreich Brasilien als auch vom Königreich Portugal unterzeichnet wurde.

## Brasiliens Weg in die Selbstständigkeit
In Brasilien, das damals noch portugiesisches Hoheitsgebiet war, stand die Emanzipation in Zusammenhang mit den politischen und militärischen Ereignissen im Europa der napoleonischen Zeit. Nach dem Tilsiter Frieden im August 1807 verlangte Napoleon den Beitritt Portugals zur Kontinentalsperre und den Abbruch der Beziehungen zu Großbritannien, womit Portugal in den britisch-französischen Gegensatz geriet und vor eine schwere Wahl gestellt wurde. Entweder musste es sich einem übermächtigen, kontinentalen Gegner stellen oder seinen Kolonialbesitz gegen eine überlegene Seemacht verteidigen. Portugal entschied sich, die Forderungen Frankreichs abzulehnen, und katalysierte damit den Einmarsch Frankreichs, mit seinem Bündnispartner Spanien, in Portugal.
Einen Tag vor dem Einzug französisch-spanischer Truppen in der Hauptstadt Lissabon am 30. November 1807 flohen die königliche Familie, der Hofstaat, ein großer Teil des portugiesischen Adels und führende Beamte unter dem Schutz britischer Kriegsschiffe nach Brasilien. Am 7. März 1808 landete die königliche Familie in Rio de Janeiro und machte die Stadt sogleich zu ihrer Residenz. Somit wurde zum ersten Mal in der europäischen Kolonialgeschichte die politische Zentrale einer großen europäischen Kolonialmacht aus der Alten in die Neue Welt verlagert.
Der erste Schritt Brasiliens in die Unabhängigkeit begann auf wirtschaftlichem Gebiet. Portugal war von feindlichen Truppen besetzt und man benötigte Geld. Man war somit auf die Einnahmen in den Kolonien angewiesen. Die Krone hatte keine andere Wahl, als das merkantilistische System, das die brasilianische Wirtschaft in Abhängigkeit vom Mutterland hielt, zu beseitigen. Durch die am 28. Januar 1808 für das Ausland geöffneten brasilianischen Häfen und die Beseitigung des merkantilistischen Systems wuchs der brasilianische Außenhandel enorm und gestattete den Aufbau von einheimischen Textilindustrien, die zum wichtigsten Produktionszweig zur Versorgung des Binnenmarktes wurden. Im Jahre 1808 kam es außerdem zur Gründung der ersten Bank in Brasilien, die den Zahlungsverkehr und das Kreditwesen regeln sollte. Innerhalb kurzer Zeit kam es so zur wirtschaftlichen Unabhängigkeit Brasiliens vom Mutterland Portugal. Die wirtschaftliche Unabhängigkeit war hier, anders als in Hispanoamerika, Vorläufer der politischen Trennung von der Metropole, keine Begleiterscheinung.
Nach dem Sturz Napoleons trat der Wiener Kongress auf den Plan, der die Ansprüche und Rechtstitel europäischer Dynastien unter dem Gesichtspunkt der Legitimität prüfte und festlegte. Das portugiesische Herrscherhaus wurde veranlasst, die veränderte Stellung Brasiliens auch staatsrechtlich zu fixieren. Am 16. Dezember 1815 wurde die Kolonie zum Königreich und bekam die politische Gleichstellung mit dem Mutterland zuerkannt. Der Widerstand des Prinzregenten Johann VI. gegen das Drängen seiner portugiesischen Berater und seiner britischen Verbündeten, nach Portugal zurückzukehren, verlängerte die Phase des Überganges Brasiliens, womit eine schrittweise Verselbstständigung des Landes ermöglicht wurde.

## Trennung von Portugal

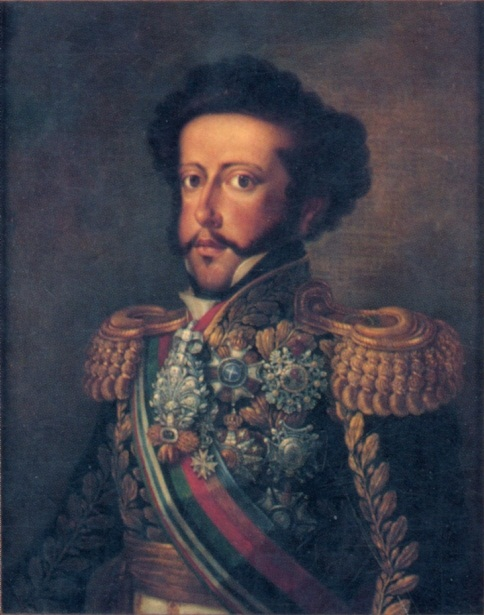
Pedro I.

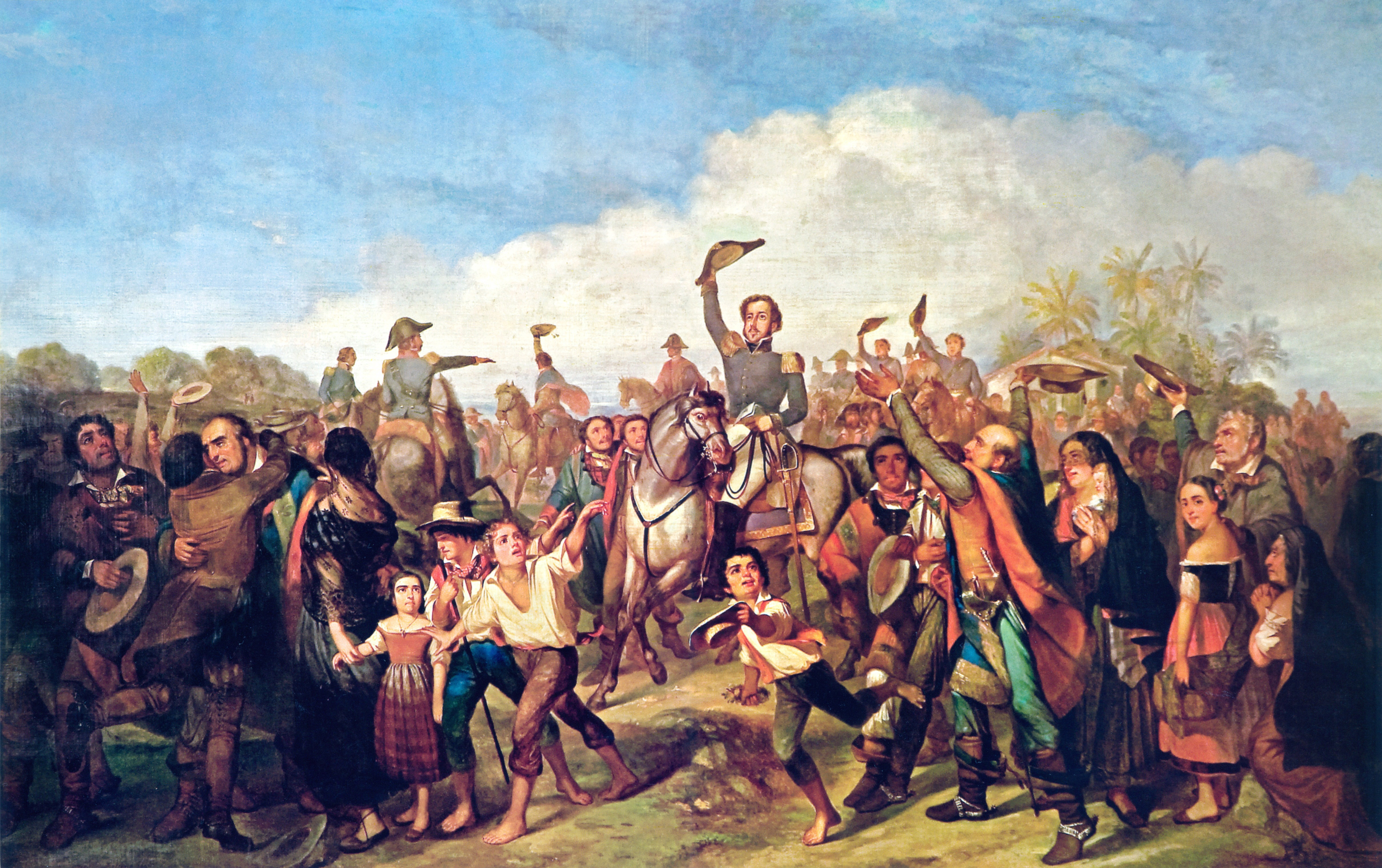
Die Unabhängigkeit Brasiliens. 1844 als Auftragsarbeit des Kaiserlichen Senats entstanden

1820 wurde der brasilianische Emanzipationsprozess durch Vorgänge auf der Iberischen Halbinsel weiter in Gang gesetzt. Der liberale Aufstand löste in Portugal eine ähnliche Bewegung aus, die liberale mit nationalen Zielen verband. Sie wandte sich gegen die Beeinträchtigung der portugiesischen Souveränität durch die Anwesenheit britischer Truppen und gegen die Leitung des Regentschaftsrates durch Lord Beresford. Innenpolitisch strebte die Aufstandsbewegung die Errichtung einer konstitutionellen Monarchie an. Durch Bildung einer provisorischen Regierung, die Absetzung Beresfords und die Einberufung einer verfassungsgebenden Versammlung konnten die Rebellen noch im selben Jahr ihre Ziele verwirklichen. Diese Nachrichten wurden in Brasilien positiv aufgenommen, wodurch es in größeren Städten zu Sympathiekundgebungen kam und in mehreren Provinzen die Generalkapitäne durch liberale Juntas ersetzt wurden.
Nachdem der zunächst unschlüssige König Johann VI den Forderungen der Bürger und den dort stationierten Militärs nachgegeben hatte, verpflichtete er sich am 26. Februar 1821, die noch zu beschließende Verfassung anzuerkennen und sie ohne Veränderungen auf Brasilien zu übertragen. Am 24. April 1821 trat eine Deputiertenversammlung in Rio de Janeiro zusammen, die vor der Abreise des Königs berufen worden war und den Auftrag hatte, Abgeordnete für die Cortes in Lissabon zu wählen. Die Versammlung beschloss, dass die portugiesische Verfassung von 1812 für Brasilien übernommen werden sollte und der König weiterhin im Land bleibe. Wenige Tage später wurde die Versammlung auseinandergetrieben und der Monarch veranlasst, die zukünftige portugiesische Verfassung als verbindlich zu erklären. Am 26. April 1821 kehrte die königliche Familie nach Portugal zurück, während der Kronprinz als Vertretung seines Vaters in Brasilien zurückblieb.
Nach der Abreise des Hofes verstärkten sich die Gegensätze. Die Cortes in Lissabon hatten die Maßnahmen von 1821, die in den vorangegangenen Jahren die wirtschaftliche und politische Verselbstständigung der Kolonie ermöglichten, rückgängig gemacht. Die politische Gleichstellung des Königreiches Brasilien mit Portugal wurde ebenfalls rückgängig gemacht, während zur gleichen Zeit gebürtige Brasilianer durch Gesetz von politischen und militärischen Ämtern ausgeschlossen wurden. Die Versuche der Cortes, den kolonialen Zustand Brasiliens wiederherzustellen, gaben den Anstoß zur endgültigen Loslösung vom Mutterland.
Im Juni 1822 verfügte der Kronprinz, der sich mehr und mehr mit den Zielen der brasilianischen Partei identifizierte, die Einberufung einer verfassungsgebenden Versammlung, die er beauftragte, die Fundamente für die Unabhängigkeit zu legen. Im August wurde jegliche Landung portugiesischer Truppen als unzulässig erklärt und die Bevölkerung für den Fall einer Invasion zum Kleinkrieg aufgefordert.
Aufgrund dieser Entwicklung war der Akt der Trennung von Portugal nur noch ein letzter Schritt zur Unabhängigkeit. Dieser wurde am 7. September 1822 getätigt, als dem Kronprinzen bei Ipiranga Briefe der Cortes überbracht wurden, in denen alle Maßnahmen des Regenten annulliert und seine Minister zu Verrätern erklärt wurden. Mit dem Ausruf „Unabhängigkeit oder Tod“ wurde der endgültige Bruch mit Portugal vollzogen und der Prinz von der Stadtvertretung Rio de Janeiros am 12. Oktober 1822 zum „konstitutionellen Kaiser und Verteidiger Brasiliens“ ernannt.
Am 1. Dezember desselben Jahres wurde der Kronprinz als Pedro I. gekrönt. Die letzten verbleibenden portugiesischen Truppen wurden durch brasilianische Streitkräfte zum Abzug gezwungen, während sich nur noch wenige portugiesische Einheiten nach dem „Ruf von Ipiranga“ im Innern hielten.
1825 wurde zwischen Portugal und Brasilien schließlich der Vertrag von Rio de Janeiro geschlossen, womit Portugal die Unabhängigkeit Brasiliens formal anerkannte. Allerdings verlieh der neue Kaiser Peter I. seinem Vater Johann VI. den Titel eines „Kaisers von Brasilien“, während Peter I. weiterhin der formale Kronprinz Portugals blieb. Dies machte den portugiesischen König bis zu dessen Tod 1826 zumindest formal weiterhin zum Mit-Staatsoberhaupt Brasiliens und demonstrierte die enge Familienbande zwischen beiden Staaten.

## Ergebnis
Im Gegensatz zu der Unabhängigkeitsbewegung im spanischen Amerika verlief die brasilianische Unabhängigkeitsbewegung auf friedlichem Wege, unter der Wahrung einer territorialen Einheit des ehemaligen kolonialen Herrschaftsbereiches und unter Beibehaltung der monarchischen Staatsform.
Die Autorität der Krone blieb durch ihre Unterstützung der Emanzipationsbewegung erhalten und trug durch ihre Integrationskraft entscheidend dazu bei, bewaffnete Konflikte zwischen den Anhängern und Gegnern der Unabhängigkeitsbewegung einzudämmen und die Freisetzung partikularer Gewalten und damit das Auseinanderbrechen des Staates zu verhindern.
Bedingt durch das Weiterbestehen dynastischer Verbindungen zu Portugal während der Unabhängigkeitsepochen war Brasilien stärker als die spanisch-amerikanischen Republiken den Einwirkungen europäischer Staaten ausgesetzt und gezwungen, auf die Mächtekonstellation der Alten Welt Rücksicht zu nehmen.
Träger der brasilianischen Emanzipationsbewegung waren Angehörige der einheimischen Großgrundbesitzerschicht, besonders die Pflanzeraristokratie, die sich für politische Selbstbestimmung, Konstitutionalismus und wirtschaftliche Liberalisierung einsetzten.
Ziele und Ergebnisse der brasilianischen Emanzipationsbewegung waren somit die Erreichung der staatlichen Selbstständigkeit unter Aufrechterhaltung bestehender Wirtschafts- und Sozialstrukturen.